# Tommy Vext
Thomas Cummings (* 15. dubna 1982, Brooklyn, New York, USA), známější pod svým stageovým jménem Tommy Vext, je americký heavymetalový zpěvák. Nejvíce se proslavil působením ve skupině Bad Wolves. Momentálně vystupuje sám pod přezdívkou The Lone Wolf.

## Kariéra

### Začátek kariéry
Svou hudební kariéru začal v Brooklynu již jako teenager, když zpíval v místních hardcorových kapelách a začal i s rapem. Protože byl příliš mladý, musel se do klubů často vplížit i na své vlastní vystoupení. V roce 1996 založil s přáteli Jimem Donovanem, Stevem Perlmutterem a Mikem Kontarasem kapelu Maniacal Disciple. Právě v této době získal svojí přezdívku Tommy Vext.

### Divine Heresy
Dino Cazares ho přivedl do své nové kapely Divine Heresy. Jejich debutové album Bleed the Fifth vyšlo 28. srpna roku 2007. Album mělo vřelý ohlas jak od fanoušků tak od médií.
V květnu 2008 byl z kapely vyhozen kvůli fyzickému konfliktu s Cazaresem.

### Snot
Kapela která vznikla v roce 1995 a následně se rozdělila po smrti svého zpěváka Lynna Straita se v roce 2008 opět spojila, tentokrát s Vextem v čele. Po americkém turné odešel kytarista Sonny Maya a kapela znovu skončila.
V roce 2014 proběhlo další seskupení kapely. Odehráli několik koncertů. Skupina se rozhodla pokračovat, ale bez Vexta.

### Další projekty
V roce 2011 vytvořil kapelu Vext, dalšími členy byli Bill Fore, Andrew Jacobs a Angel Vivaldi. Vydali společně několik písniček. Ale v roce 2013 se skupina rozpadla.
Následně vedl další hudební projekt a to Westfield Massacre.

### Turné s Five Finger Death Punch
Krátce zastoupil Ivana Moodyho jako hlavního zpěváka heavymetalové kapely Five Finger Death Punch během jejich evropského turné v roce 2017.

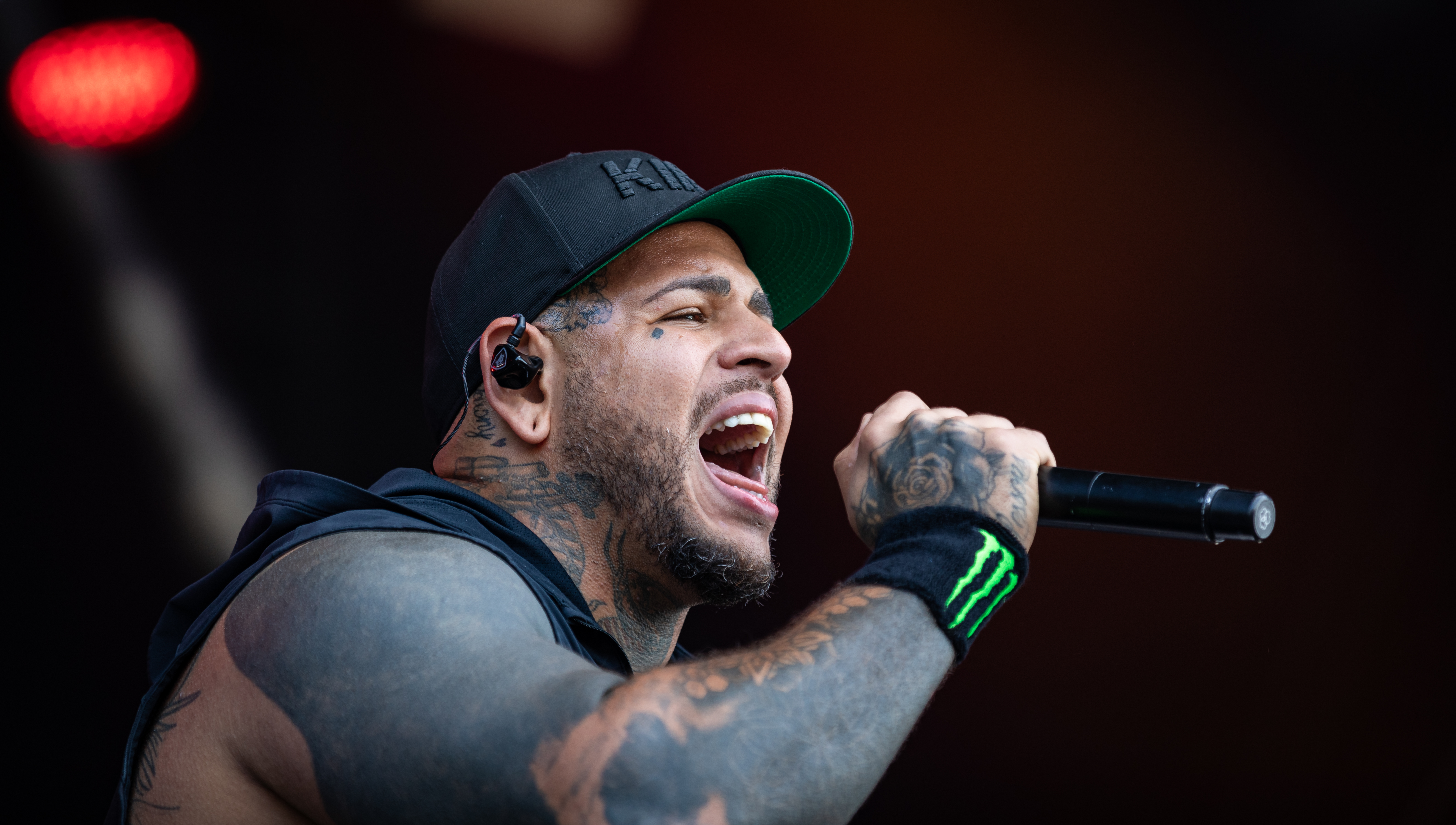
Bad Wolves - Rock am Ring 2019

### Bad Wolves
V roce 2016 založil skupinu Bad Wolves. Ostatní členové byli bubeník John Boecklin, kytaristé Doc Coyle a Chris Cain. Později se k nim připojil basista Kyle Konkiel. Jejich nejznámější písničkou byl cover písně Zombie od skupiny The Cranberries, který vyšel 18. ledna 2018. Písničku měla původně nazpívat Dolores O'Riordanová ale její nešťastné úmrtí o tři dny dříve tento plán překazil. Písnička byla nakonec věnována památce zpěvačce a výtěžek z ní dostaly její děti.
V následujících letech pokračovali v publikování alb, singlů a také v koncertování.
Se skupinou se rozešel 9. ledna 2021. Opustil ji, protože dle svých slov byl nahrávací společností a ostatními členy skupiny vyštván. Vext vystoupil proti násilí a nepokojům související s hnutím Black Lives Matter během jara a léta 2020, byl znepokojen ohledně Spojených států, poté veřejně podpořil tehdejšího prezidenta Donalda Trumpa. I tyto názory ho měli podle něj stát místo ve skupině.
Novým zpěvákem se poté stal Daniel "DL" Laskiewicz.

### The Lone Wolf
Po odchodu z Bad Wolves se vydal na sólovou dráhu. Nadále vydává písničky a koncertuje.

## Ocenění a nominace
Poté co měl začátkem roku 2009 problémy s drogami a alkoholem, se rozhodl vést střízlivý život a v roce 2014 založil neziskovou organizaci na pomoc lidem trpícím stejnými závislostmi, s cílem pomoci jim najít léčbu. Za své činy obdržel cenu Rock to Recovery 3 Service Award, a to 15. září 2018 v divadle Fonda v Hollywoodu.
Skupina Bad Wolves dosáhla platinové desky v roce 2018 za svou cover verzi písničky „Zombie“.

## Diskografie

### Vext
- 2004: Cast the First Stone
- 2012: Impermanence (EP)
- 2013: Broke Is the New Black (EP)

### Divine Heresy
- 2007: Bleed the Fifth

### Westfield Massacre
- 2016: Westfield Massacre

### Bad Wolves
- 2018: Disobey
- 2019: N.A.T.I.O.N.

### The Lone Wolf
- 2022: Grand Theft Audio
- 2022: Uncovered, Vol. 1
- 2022: Uncovered, Vol. 2
- 2023: A.N.T.A.R.C.T.I.C.A.